# Fatma Rekik
Pour les articles homonymes, voir Rekik.
Fatma Rekik (arabe : فاطمة الرقيق) est une femme d'affaires tunisienne, dirigeante d'un groupe de sociétés. Elle est reconnue parmi 100 jeunes leaders en Afrique  par l'Institut Choiseul.

## Biographie
Elle grandit dans une famille engagée dans le milieu de l'entreprenariat et des affaires publiques. Sa mère, Selma Elloumi, est une femme d'affaires et femme politique qui a occupé des fonctions à la présidence de la République et au sein du gouvernement tunisien. Son père, Raouf Rekik est professeur en ophtalmologie et titulaire de cinq brevets en matière de produits pharmaceutiques destinés au traitement des maladies oculaires reconnus aux États-Unis, en Europe, en Chine, au Japon et en Afrique du Sud.
Fatma Rekik poursuit des études universitaires à l'université Paris-Dauphine et obtient une maîtrise en entrepreneuriat, suivie d'un master de recherche en politique générale des organisations.

### Carrière
Fatma Rekik intègre l'entreprise familiale, le groupe Elloumi, fondé en 1946 par son grand-père, Taoufik Elloumi. En 2018, elle prend la tête de l'activité agroalimentaire au sein du groupe Stifen dont elle est nommée PDG, devenant ainsi la plus jeune dirigeante du groupe. Elle développe dès son arrivée des marques en propre telles que La Fruitière et Furketta, venant ainsi compléter l'activité du groupe jusque là sous-traitant des géants de l'agroalimentaire.

## Société civile et vie publique
Fatma Rekik s'engage dans la société civile à partir de 2014. Elle commence par intégrer la chambre de commerce tuniso-égyptienne, pour devenir vice-présidente du comité d'investissement. Elle est également membre de l'American Chamber of Commerce in Tunisia, dont elle est secrétaire générale et membre du comité en 2020.
En 2019, 2020 et 2021, Fatma Rekik est sélectionnée par l'Institut Choiseul, un think tank français, parmi 100 jeunes leaders africains, dans un classement qui identifie les jeunes dirigeants appelés à jouer un rôle important dans le développement de l'Afrique.
Fatma Rekik est également désignée parmi les 100 managers de l'année en Tunisie par Entreprises Magazine, et ce, deux années consécutives (2019 et 2020).